# PSR B1620-26
PSR B1620-26은 전갈자리의 메시에 4라는 구상 성단 안에 있는 중성자별이다.

## 펄사 행성의 존재 및 개수
두 개의 펄사 행성이 있다.

## 같이 보기
- PSR B1257+12
- 삼각형자리 델타
- 펄사 행성